# نیورکرک
نیورکرک (به هلندی: Nieuwerkerk) یک منطقهٔ مسکونی در هلند است که در اسخائن-دایفه‌لاند واقع شده‌است. نیورکرک ۲٬۶۸۸ نفر جمعیت دارد.